# Shanghai Masters 2019
Lo Shanghai Masters 2019, noto come Rolex Shanghai Masters per motivi di sponsorizzazione, è stato un torneo di tennis giocato sul cemento. È stata l'11ª edizione deltorneo e faceva parte della categoria ATP World Tour Masters 1000 nell'ambito dell'ATP Tour 2019. Il torneo si è giocato alla Qizhong Forest Sports City Arena di Shanghai, in Cina, dal 6 al 13 ottobre 2019.

## Partecipanti

### Teste di serie
| Nazionalità | Giocatore             | Ranking* | Testa di serie |
| ----------- | --------------------- | -------- | -------------- |
| Serbia      | Novak Đoković         | 1        | 1              |
| Svizzera    | Roger Federer         | 3        | 2              |
| Russia      | Daniil Medvedev       | 4        | 3              |
| Austria     | Dominic Thiem         | 5        | 4              |
| Germania    | Alexander Zverev      | 6        | 5              |
| Grecia      | Stefanos Tsitsipas    | 7        | 6              |
| Russia      | Karen Chačanov        | 9        | 7              |
| Spagna      | Roberto Bautista Agut | 10       | 8              |
| Francia     | Gaël Monfils          | 11       | 9              |
| Italia      | Fabio Fognini         | 12       | 10             |
| Italia      | Matteo Berrettini     | 13       | 11             |
| Croazia     | Borna Ćorić           | 15       | 12             |
| Belgio      | David Goffin          | 14       | 13             |
| Argentina   | Diego Schwartzman     | 16       | 14             |
| Georgia     | Nikoloz Basilašvili   | 26       | 15             |
| Stati Uniti | John Isner            | 17       | 16             |

* Ranking aggiornato al 30 settembre 2019.

### Altri partecipanti
I seguenti giocatori hanno ricevuto una wildcard per il tabellone principale:
- Li Zhe
- Andy Murray
- Zhang Ze
- Zhang Zhizhen

I seguenti giocatori sono entrati nel tabellone principale come special exempt:
- John Millman

I seguenti giocatori sono passati dalle qualificazioni:

- Aleksandr Bublik
- Pablo Carreño Busta
- Jérémy Chardy
- Marco Cecchinato
- Juan Ignacio Londero
- Cameron Norrie
- Vasek Pospisil

### Ritiri
Prima del torneo
- Kevin Anderson → sostituito da  Frances Tiafoe
- Juan Martín del Potro → sostituito da  Lorenzo Sonego
- Laslo Đere → sostituito da  Filip Krajinović
- Nick Kyrgios → sostituito da  Albert Ramos Viñolas
- Rafael Nadal → sostituito da  Pablo Cuevas
- Kei Nishikori → sostituito da  Sam Querrey
- Milos Raonic → sostituito da  Michail Kukuškin
- Stan Wawrinka → sostituito da  Miomir Kecmanović

## Partecipanti al doppio

### Teste di serie
| Nazione     | Giocatore            | Nazione       | Giocatore              | Ranking* | Testa di serie |
| ----------- | -------------------- | ------------- | ---------------------- | -------- | -------------- |
| Colombia    | Juan Sebastián Cabal | Colombia      | Robert Farah           | 2        | 1              |
| Polonia     | Łukasz Kubot         | Brasile       | Marcelo Melo           | 9        | 2              |
| Spagna      | Marcel Granollers    | Argentina     | Horacio Zeballos       | 12       | 3              |
| Sudafrica   | Raven Klaasen        | Nuova Zelanda | Michael Venus          | 18       | 4              |
| Germania    | Kevin Krawietz       | Germania      | Andreas Mies           | 26       | 5              |
| Francia     | Nicolas Mahut        | Francia       | Édouard Roger-Vasselin | 35       | 6              |
| Paesi Bassi | Jean-Julien Rojer    | Romania       | Horia Tecău            | 39       | 7              |
| Croazia     | Mate Pavić           | Brasile       | Bruno Soares           | 39       | 8              |

* Ranking aggiornato al 30 settembre 2019.

### Altri partecipanti
Le seguenti coppie hanno ricevuto una wildcard per il tabellone principale:
- Borna Ćorić /  Hua Runhao
- Gao Xin /  Li Zhe
- Gong Maoxin /  Zhang Ze

## Campioni

### Singolare
Daniil Medvedev ha sconfitto in finale  Alexander Zverev con il punteggio di 6-4, 6-1.
- È stato il settimo titolo in carriera per Medvedev, il quarto della stagione.

### Doppio
Mate Pavić /  Bruno Soares hanno sconfitto in finale  Łukasz Kubot /  Marcelo Melo con il punteggio di 6-4, 6-2.